# 咸平長鼓山古墳
咸平長鼓山古墳（ハムピョン ちょうこさんこふん/ジャンゴサンゴブン）は、大韓民国（韓国）全羅南道咸平郡孫仏面竹岩里にある古墳。形状は長鼓墳（前方後円形墳）。全羅南道記念物第152号に指定されている（指定名称は「함평죽암리고분（咸平竹岩里古墳）」）。
朝鮮半島南部には長鼓墳10数基が分布し、日本に多く存在する前方後円墳との関連が指摘されるが、本古墳はそのうちの1つになる。

## 概要
朝鮮半島南部の咸平郡中央北部において、標高50メートルほどの丘陵の尾根先端部に位置する。朝鮮半島南部の前方後円形墳10数基のうちでは最西端の古墳である。現在までに発掘調査はなされていない。
墳丘は前方後円形で前方部を南西に向ける。現在までに後円部墳頂・南側の斜面に現代墓が、前方部南端に西海岸高速道路が建設された関係で変形は受けているが、大部分で旧状を遺存する。墳丘は高く、日本の前方後円墳に比べて急斜して築造されている。段築・周濠といった外部施設は見つかっていない。埋葬施設や出土品は不明。
この咸平長鼓山古墳に関しては十分な調査がなされておらず不明な点が多いが、5世紀中頃から6世紀中頃の築造と推測される。古墳の西方2キロメートルには海が広がるため、被葬者は海上交通と関わる性格を持つと見られている。また、咸平長鼓山古墳以外の前方後円形墳の場合では従来古墳が営まれない地域に突如出現したのに対し、咸平長鼓山古墳の場合では付近に米出古墳・中良古墳が存在することが、被葬者の出自を巡る事象の1つとして指摘されている（米出古墳・中良古墳の築造は咸平長鼓山古墳以後になるとも見られるが、発掘未調査のため不詳）。
古墳域は1994年1月31日に全羅南道記念物第152号に指定されている。

## 墳丘
墳丘の規模は次の通り。
- 墳丘長：66メートル
- 後円部 - 楕円形。
  - 直径：36メートル
  - 高さ：5メートル
- 前方部
  - 幅：36メートル
  - 高さ：5メートル

墳丘の外形に関しては、黒姫山古墳（大阪府堺市）との類似が指摘される。

## 文化財

### 全羅南道記念物
- 함평죽암리고분（咸平竹岩里古墳） - 全羅南道記念物第152号。1994年1月31日指定[1]。

## 現地情報
所在地
- 全羅南道咸平郡孫仏面竹岩里山333-4番地（전라남도 함평군 손불면 죽암리 산333-4번지）

交通アクセス
- バス：咸平郡バスターミナルから、バスで「목교제（木橋堤）」バス停下車 （乗車時間約30分、下車後徒歩すぐ）